# 何塞·路易斯·特哈达·索尔萨诺
何塞·路易斯·特哈达·索尔萨诺（西班牙語：José Luis Tejada Sorzano，1882年1月12日-1938年10月4日），玻利维亚律师及政治家，生於拉巴斯，20世紀30年代在查科战争时发生的军队起义之后被任命为玻利维亚总统，1938年10月4日逝世于智利阿里卡。

## 生平
何塞·路易斯·特哈达·索尔萨诺在1882年1月12日出生于拉巴斯市显赫的阿拉斯塔亚伯爵家族中。他于1889年进入小学学习，1897年进入中学学习，1900年中学毕业。之后，他进入圣安德烈斯大学法律系学习，并在1905年毕业成为律师。
根据近年来历史学家的研究，特哈达于1903年在拉巴斯的足球队——玻利维亚骑兵俱乐部——当过队员，当时（1900年代）玻利维亚的足球运动还没有那么发达。特哈达对运动的热爱促使他在之后（1928年）成立支持体育场委员会，该委员会负责了玻利维亚第一座体育场（1930年开放的埃尔南多·西莱斯体育场）的建设。

## 政治生涯
特哈达年轻时就加入了玻利维亚自由党（从1899年到1920年执掌总统职位的政党）。32岁时，他在1914年国会上被选为拉巴斯众议员。之后，何塞·古铁雷斯·格拉总统在1917年任命他为经济部长，他担任该职位直到1918年。
在1931年的大选中，自由党加入了真正共和党的联盟，支持丹尼尔·萨拉曼卡参选，当年3月，特哈达宣誓就职副总统。萨拉曼卡政府迅速遭到大萧条和与巴拉圭（1932年-1935年）的查科战争引发的问题所困扰。担任副总统的特哈达并不出名，甚至在自由党内也没有地位，因为当时自由党真正的领导人是曾两次担任总统的伊斯梅尔·蒙特斯。蒙特斯的领导持续到他于1933年去世，在这一时期内，特哈达仅仅是陪伴萨拉曼卡总统的人。

## 比亚蒙特斯之围

1931年,任玻利维亚副总统的特哈达（在政府中代表着自由党）。

当萨拉曼卡总统因对战争的最高统治权引发争议，而在1934年11月27日被军队推翻后，特哈达的命运戏剧般的改变了。军队决定不直接夺权，而是维持表面上的民主，因此在萨拉曼卡被迫辞职后，特哈达被任命为总统。当时人们认为特哈达正屈尊于军队。

## 总统任期
随着特哈达于1934年成为总统，自由党在（从1920年开始）在野14年后重掌大权。特哈达几乎立刻从国会那获得了延长的一年任期，以便领导国家结束战争。战争后期中玻利维亚的一系列胜利，阻止了巴拉圭在1935年6月签订停火协议时保持对大部分争议领土的控制。
虽然特哈达怀着良好的愿景，但他从任期开始就受到了军官们的藐视。他被认为是一位用不负责任的煽动使玻利维亚陷入战争的精英。在战败的军队内部，兴起了一种信念，认为政治家们不但把缺乏装备的士兵匆忙地投入了战场，还把战争失败的原因归结于士兵的背叛。这一信念在全国流行起来，表现为对特哈达本人的仇恨。同时，特哈达面对着因战争而恶化的经济废墟，还为因战争中表现不佳而引发的与标准石油的冲突感到烦恼。

## 被推翻
因特哈达无力解决任何一个他面对着的问题，年轻军官们发现了可以用于宣泄不满——即推翻宪政——的充分条件。同时，军官们也希望端正军队的形象，向全国展示导致战争失败的是政治家而不是军队。以上原因使得特哈达最终被政变推翻。随后，在1936年5月17日，政变领导者赫尔曼·布施·贝塞拉少校任命戴维·托罗·鲁伊洛瓦上校为实际总统。

## 统计数据

### 人口统计
| 何塞·路易斯·特哈达·索尔萨诺总统 任期内的玻利维亚人口 | 何塞·路易斯·特哈达·索尔萨诺总统 任期内的玻利维亚人口 |
| 年份                                                 | 人口                                                 |
| ---------------------------------------------------- | ---------------------------------------------------- |
| 1934年                                               | 2 404 097                                            |
| 1935年                                               | 2 422 851                                            |
| 1936年                                               | 2 441 605                                            |

## 流亡与逝世
被推翻后，特哈达离开了玻利维亚，流亡到智利的阿里卡。他只在那里停留了很短一段时间，因为两年后的1938年10月4日，他就与世长辞了，享年56岁。
需要注意的是，特哈达是在何塞·曼努埃尔·潘多、伊斯梅尔·蒙特斯·甘博亚、埃利奥多罗·比利亚松·蒙塔尼奥和何塞·古铁雷斯·格拉之后，最后一位出身自由党的玻利维亚总统。特哈达逝世后，自由党就再也没能成为玻利维亚政界中的强大势力。最终，自由党在数十年后彻底消失了。
拉巴斯市有一座特哈达·索尔萨诺广场，它以特哈达的姓氏为名，来表达对特哈达的尊敬和对他总统任期的认可。